# Velykobilozerský rajón
Velykobilozerský rajón (ukrajinsky Великобілозерський район) byl rajón v Záporožské oblasti na Ukrajině. Hlavním městem byla Velyka Bilozerka a rajón měl přibližně 7 800 obyvatel. 

## Sídla v rajónu
- Velyka Bilozerka